# Nie zapomnisz mnie (film 2003)
Nie zapomnisz mnie (Gone, But Not Forgotten) – amerykański dramat filmowy w reżyserii Michaela D. Akersa z 2003 r.